# Karel Jan Čapek
Karel Jan Čapek (22. ledna 1962 Ostrava-Vítkovice – 30. září 1997 Praha) byl český básník. Narodil se v Ostravě-Vítkovicích, ale řadu let strávil též v Opavě a v Liberci. Počátkem 90. let se přestěhoval do Prahy, kde tragicky ukončil svůj život.

## Život
Mnohokrát se pokoušel o vysokoškolské studium, a to jak na Lékařské fakultě Univerzity Palackého v Olomouci tak na Pedagogické fakultě Ostravské univerzity či Pedagogické fakultě Univerzity Jana Evangelisty Purkyně v Ústí nad Labem. Nakonec studoval na FF UK v Praze, obor čeština se zaměřením na literaturu. Mezitím prošel celou řadou dělnických zaměstnání.
Do literatury vstupoval zároveň se svým mladším bratrem Michalem Čapkem, s nímž založil kulturní revue ORD (vyšlo jediné číslo). Spolupracoval s časopisy Host, Kavárna AFFA a Obratník.

Jako jeden z nejvýraznějších představitelů českého básnictví 90. let. byl Karel Jan Čapek zařazen do reprezentativní antologie české poezie, kterou v roce 2002 vydalo francouzské nakladatelství Gallimard.

## Dílo
Čapkovy básnické sbírky Menuet s krejčovskou pannou (1993) a Karel je nemocný a předčítá (1997) vyšly v brněnském nakladatelství Host. Jejich vydání vyvolalo velké kritické rozepře.